# Chileotaxus sans
Chileotaxus là một chi nhện trong họ Physoglenidae. Chi này chỉ gồm một loài Chileotaxus sans.